# Cuerpo de Ejército de Navarra
El Cuerpo de Ejército de Navarra fue una unidad militar de la guerra civil española que formando parte del Ejército del Norte  agrupando parte de las tropas del bando sublevado. Fue creado el 24 de octubre de 1937 a partir de las Brigadas de Navarra. Su jefe era el general de brigada de Infantería José Solchaga Zala. Participa en las Ofensivas de Aragón y Cataluña.

## Historial de operaciones
A comienzos de 1938 es situado en el Frente de Aragón, participando en el mes de marzo en la exitosa ofensiva que rompe el frente republicano. El 10 de marzo las tropas del General Solchaga reconquistaron la localidad de Belchite, que había sido capturada por los republicanos el verano anterior. Más adelante continuaron avanzando hasta entrar en Cataluña, quedando detenido su avance en una línea defensiva formada por el río Segre. 
La III División Navarra del General Iruretagoyena Solchaga participó más tarde en la eliminación de la Bolsa de Bielsa, donde la 43.ª División republicana resistió durante 2 meses la presión enemiga hasta que pudo retirarse a Francia. En mayo y junio se encuentra participando en la Campaña del Levante, junto al Cuerpo de Ejército de Galicia del General Aranda, el Cuerpo de Ejército de Castilla del General Varela y el destacamento de García Valiño. En julio se encuentra combatiendo junto al Corpo di Truppe Volontarie del General Berti, pero choca con una enconada resistencia republicana en la Línea XYZ y la ofensiva se paraliza. La campaña se saldó con un gran número de bajas entre las unidades navarras y un estrepitoso fracaso, muy al contrario del anterior éxito obtenido durante la ofensiva de Aragón.
Entre diciembre de 1938 y enero de 1939 participa en la ruptura del Frente del Segre, que precedió a la ofensiva de Cataluña.

## Estructura
Participa en el Desfile de la Victoria de Madrid de 1939 al mando del general Solchaga y acompañado por los generales Camilo Alonso Vega, Bautista Sánchez González y Helí Rolando de Tella, jefe del II Tercio de la Legión.

### Orden de batalla
- 3.ª División (también denominada III División Navarra), procedente de Navarra al mando del general de brigada de Infantería José Iruretagoyena Solchaga.
- 5.ª División, procedente de Navarra al mando del general de brigada de Infantería Juan Bautista Sánchez González.
- 150.ª División, procedente del Protectorado Español de Marruecos y de Castilla la Nueva, al mando del general de brigada de Infantería Eduardo Saénz de Buruaga y Polanco.

### Mandos
- Comandante en jefe: general de brigada de Infantería José Solchaga Zala.
- Jefe de Estado Mayor: teniente coronel de Estado Mayor José María Troncoso Sagredo.